# DIN 106
Die DIN-Norm DIN 106 regelte Bezeichnung, Steindruckfestigkeitsklassen, Rohdichteklassen, Format und Lochung von Kalksandsteinen. Die Vornorm mit der Ausgabe 2005-10 ersetzte zusammen mit EN 771-2 die älteren Teile 1 und 2 der DIN 106. Sie wurde inzwischen ersatzlos zurückgezogen. Der Regelsetzer empfiehlt die Anwendung von der DIN 20000-402.
| Steinart             | Kurz- zeichen | Steinfestigkeits- klasse (SFK) [N/mm²] | Rohdichte- klasse (RDK) [kg/dm³] | Schicht- höhe      | Loch- anteil |
| -------------------- | ------------- | -------------------------------------- | -------------------------------- | ------------------ | ------------ |
| KS-Vollstein         | KS            | 12; 20                                 | 1,8; 2,0                         | ≤ 12,5 cm          | ≤ 15 %       |
| KS-R-Stein           | KS-R          | 12; 20                                 | 1,8; 2,0                         | ≤ 12,5 cm          | ≤ 15 %       |
| KS-R-Blockstein      | KS-R          | 12; 20                                 | 1,8; 2,0                         | ≤ 25 cm            | ≤ 15 %       |
| KS-R-Plansteine      | KS-R P        | 12; 20                                 | 1,8; 2,0                         | ≤ 25 cm            | ≤ 15 %       |
| KS-Fasensteine       | KS F          | 12; 20                                 | 1,6; 1,8                         | ≤ 25 cm            | ≤ 15 %       |
| KS XL-Planelemente   | KS XL-PE      | 12; 16; 20                             | 1,8; 2,0                         | ≥ 50 cm; ≤ 62,5 cm | ≤ 15 %       |
| KS XL-Rasterelemente | KS XL-RE      | 12; 16; 20                             | 1,6; 1,8; 2,0                    | ≥ 50 cm; ≤ 62,5 cm | ≤ 15 %       |
| KS-Lochstein         | KS L          | 12; 20                                 | 1,2; 1,4                         | ≤ 12,5 cm          | > 15 %       |
| KS-R-Hohlblocksteine | KS L-R        | 12                                     | 1,2; 1,4                         | ≤ 25 cm            | > 15 %       |
| KS-R-Plansteine      | KS L-R P      | 12                                     | 1,2; 1,4                         | ≤ 25 cm            | > 15 %       |
| KS-Vormauersteine    | KS Vm         | ≥ 10                                   | 1,6 bis 2,0                      | ≤ 12,5 cm          | ≤ 15 %       |
| KS-Verblender        | KS Vb         | ≥ 16                                   | 1,6 bis 2,0                      | ≤ 12,5 cm          | ≤ 15 %       |
| KS-Bauplatten        | KS-BP         | -                                      | 1,2; 1,8; 2,0                    | ≤ 25 cm            | -            |

Siehe auch: Normenliste - DIN 106